# 신라의 대외 관계
아래는 신라의 대외 관계에 대한 설명이다.

## 교역
신라는 주로 상업이나 외교 활동의 교역 관계가 있었다. 676년의 한반도 남부 통합 후 평화가 계속되며 생산이 늘었고, 상업에 종사하는 사람들이 늘었다. 신라의 주 교역 상대는 해상 무역을 통한 당나라와 일본이었고, 발해와도 교역을 했다. 또한 바닷길을 통해 서역과도 활발한 교역을 하였다.
- 수출
  - 당나라 : 비단, 마포, 금, 은, 금은세공품(金銀細工品), 인삼, 약재, 말, 모피, 공예
  - 일본 : 금, 은, 철, 모직, 서적, 놋쇠 식기, 불경
  - 발해 : 견직물

- 수입
  - 당나라 : 비단, 여러 가지 약재, 차, 공예, 서적
  - 일본 : 풀섬, 견직물

## 국력의 원천인 외교력
삼국 시대 후진국이자 약체였던 신라가 선진국이자 강국이었던 고구려와 백제를 제치고 삼국 통일을 이룰 수 있었던 원동력은 외교라고 설명되기도 한다. 통일기의 신라 중앙 정부는 중국의 당나라를 제외하고는 주변 지역의 국가나 세력들과의 교류에 폐쇄적인 입장을 유지했음이 확실해 보인다.

## 관계

### 고구려
245년 음력 10월에 고구려가 신라를 침공하였다. 신라에서는 석우로가 군사를 이끌고 나갔으나 고구려군에 패하고 마두책(馬頭柵)을 지켰다. 이는 신라본기에 기록된 신라에 대한 고구려의 첫 번째 침공이다. 392년(내물 마립간 37년) 고구려가 사신을 보내왔다. 고구려가 강성하기 때문에 내물 마립간은 실성을 볼모로 보냈다. 실성은 401년 신라로 돌아왔다.
399년(내물 마립간 44년)에는 고구려의 광개토대왕이 군사를 보내어 신라에 침입한 왜구를 몰아내는 등 신라는 고구려의 보호를 많이 받았고,  이 때문에 고구려의 군대가 신라 영토 내에 머물기도 하였다. 그 후 신라는 고구려의 간섭을 받는 한편, 이 동안에 보다 앞선 고구려의 문화와 또한 고구려를 통하여 중국 북조(北朝)의 문화를 도입하면서 차차 발전을 하게 되었다.
603년 8월에는 고구려군이 북한산성에 쳐들어왔다. 이에 신라의 진평왕이 고구려군을 상대하였고, 608년에는 원광을 수나라에 구원을 요청하는 걸사표(乞師表)를 짓게 하였다. 그러나 고구려의 공격은 멈추지 않아, 2월에는 북쪽 변방의 백성 8천 명을 사로잡고, 4월에는 우명산성(牛鳴山城)을 빼앗아 갔다. 3년 뒤 왕이 수나라에 사신을 보내 도움을 요청하였지만 실패하였다.
629년 8월에 신라는 대장군 김용춘, 김서현, 부장군 김유신을 파견해 고구려의 낭비성(娘臂城)을 공략하였다.

### 백제

#### 5세기 이전
240년 백제는 신라를 침공하였다. 366년(내물 마립간 11년) 음력 3월 백제인이 와서 예방하였고, 368년 봄에는 백제가 사신을 보내 좋은 말 두 필을 보냈다. 373년 백제의 독산 성주가 3백 주민과 함께 투항, 이사금이 진한 6부에 나누어 살게 하였다. 백제 근초고왕이 이에 항의했으나 내물 마립간은 주민들을 돌려 보내지 않았다.

#### 나제동맹 (433년 ~ 553년)
427년 고구려의 장수왕이 남진정책을 펴기 위해 수도를 국내성에서 평양성으로 천도하자, 이에 위협을 느낀 백제의 비유왕과 신라의 눌지왕은 433년에 동맹을 맺었다. 475년 백제에서 개로왕이 전사하고, 도읍이 함락될 때 문주왕은 신라군의 도움을 받아 나라를 보존한다. 493년 이 동맹의 강화를 위해 동성왕 시기에는 혼인동맹까지 맺어졌다.
548년 정월에 고구려 양원왕이 예(濊)와 모의하여 백제의 한강 북쪽(한북, 漢北) 독산성(獨山城)을 공격하자,  백제의 성왕은 사신을 신라에 보내 구원을 요청하였다. 신라의 진흥왕은 장군 주진(朱珍)에게 명령하여 갑옷 입은 군사 3천 명을 거느리고 떠나게 하였다. 주진이 밤낮으로 길을 가서 독산성 아래에 이르러 고구려 군사와 한 번 싸워 크게 격파하였다.
고구려의 내정이 불안한 틈을 타서,  백제는 이전에 고구려에게 빼앗긴 한강 유역을 찾기 위해 삼국연합군을 형성하고 고구려의 한강 상류 유역을 공격하여 점령하였다(551년). 이때, 신라는 10개의 군을 얻고 백제는 6개의 군을 얻었다. 신라는 함경남도, 함경 북도에 진출하여 순수비를 세웠는데, 고구려는 돌궐과의 전쟁으로 신라의 영토 확장에 대응할 수 없었다.
이때 백제는 신라에게 연합하여 고구려 평양성을 공격하자고 제의하였고, 고구려는 경기도, 황해도, 한반도 북서부등 진흥왕이 새로 개척한 땅을 신라 땅으로 용인해 주는 대신 고구려 수도 평양성으로 진군하지 말 것을 제의하였다. 진흥왕은 백제의 제의를 거절하고 고구려의 제의를 받아들였다. 신라는 경기도, 황해도, 한반도 북서부로 영토를 확장하고 백제로 진군 하였으나, 백제가 화해를 시도하여 진군을 멈추었다.

#### 6세기 이후 전쟁 상태
진흥왕이 백제의 한강 유역을 침략하여 여러 성을 빼앗고 여기에 신주(新州)를 설치하고 아찬 무력(武力)을 군주로 삼았다. (553년) 이로써 신라는 백제가 점령하였던 한강 하류 지역을 탈취하여 백제를 포위하였다. 이러한 신라의 팽창은 낙동강 유역과 한강 유역의 2대 생산력을 소유하게 되어, 백제를 억누르고 고구려의 남진 세력을 막게 되었을 뿐만 아니라 인천만(仁川灣)에서 수·당(隨唐)과 직통 하여 이들과 연맹 관계를 맺게 되어 삼국의 정립을 보았다. 같은 해, 음력 10월에 백제의 왕녀가 진흥왕에게 시집 왔다.
백제 성왕은 전 해의 신라의 공격에 대하여 분하게 여겼다. 삼국사기에 따르면, 본기(백제)에서는 "32년(554년) 가을 7월에 왕은 신라를 습격하고자 하여 친히 보병과 기병 50명을 거느리고 밤에 구천(狗川, 현재의 옥천)에 이르렀다. 신라의 복병(伏兵)이 일어나자 더불어 싸웠으나 난병(亂兵)에게 해침을 당하여 죽었다."고 하고 본기(신라)에서는 "백제왕 명농이가량(加良)과 함께 관산성(管山城)을 공격해 왔다. 군주(軍主)였던 각간 우덕(于德)과 이찬 탐지(耽知) 등이 맞서 싸웠으나 전세가 불리하였다. 신주군주(新州軍主) 김무력이 주병(主兵)을 이끌고 나아가 교전함에, 비장(裨將)인 삼년산군(三年山郡)의 고우도도(高于都刀)가 백제왕을 급히 쳐서 죽였다 이에 모든 군사가 승세를 타고 크게 이겨, 좌평(佐平) 네 명과 군사 2만 9천 6백 명의 목을 베었고 한 마리의 말도 돌아간 것이 없었다. ""고 기록되어 있다. 즉, 성왕이 한강을 빼앗긴 것을 분하게 여겨 성왕이 밤에 몰래 신라를 기습하려다 사망했다는 것이다.
이에 대해, 성왕이 데리고 갔던 군사가 불과 50명에 불과했다는 기록을 볼 때 내용 그대로 인정할 수 없다는 지적이 있다. 태자 여창이 직접 참여한 관산성 전투는 오히려 성공적으로 완수 되었으며, 성왕은 전후 수습을 위해 측근들을 데리고 관산성으로 가다가 신라군의 매복에 걸려서 죽음을 맞이했다는 일본서기(日本書紀)의 기록이 사실에 가깝다는 것이다.  반면에 일본서기에 보면 음력 12월 아들인 여창이 신라로 쳐들어가 구타모라(久陀牟羅)에 요새를 쌓고 있었는데, 오랫동안 전장에서 침식도 잊고 지내던 아들을 안쓰럽게 여긴 성왕은 이를 위로하러 관산성으로 향했다. 한편 성왕이 온다는 정보를 미리 입수한 신라군은 주요 도로를 차단하고 성왕에 대한 기습을 감행했고, 불과 50명 밖에 데리고 있지 않았던 성왕은 신라의 고도(古都)가 이끄는 군사에 사로잡혔다. 고도는 성왕에게 "왕의 목을 베게 해주시오."라고 요청하고, 성왕은 "왕의 목을 천한 종의 손에 넘길 수 없다"며 거절했으나 고도는 "우리 국법에는 맹세한 것을 어긴 자는 왕이라 해도 종의 손에 죽소"라며 잘라 말해버렸다. 이에 성왕은 "과인은 지금껏 뼈에 사무치는 고통을 안고 살아왔지만, 구차하게 살고 싶지는 않다"며 죽음을 받아들였다.
그 후, 백제는 남하하여 충청남도 부여로 후퇴하였다. 562년, 가을 7월에 백제가 변방의 백성을 침략하였으므로 진흥왕은 군사를 내어 막아 1천여 명을 죽이거나 사로잡았다. 577년 10월에는 백제가 서쪽 변경을 침입하였다. 이에 신라의 진지왕은 이찬 세종(世宗)을 파견하여 물리치고, 내리서성(內利西城) 등을 쌓아 방비를 굳게 하였다. 그러나 이듬해에는 백제에게 알야산성(閼也山城)을 주었고,
579년 봄에는 백제가 웅현성(熊峴城), 송술성(松述城)을 쌓아 산산성(䔉山城), 마지현성(麻知峴城), 내리서성 등의 길을 끊었다. 602년 8월에는 백제군이 아막성(阿莫城)을 공격하기에 진평왕은 군사를 보내 격파하였으나 귀산(貴山) 등 장수들이 죽었다. 605년 8월에는 신라(진평왕)가 백제를 공격하기도 하였다.
611년부터는 백제와의 전쟁이 격화되었다. 10월에 백제가 가잠성(椵岑城)에 쳐들어와 100여일 간의 공방전 끝에 이를 함락시키고 현령 찬덕(讚德)은 자살하였다. 616년 10월에는 백제가 모산성(母山城)을 공격해 왔다. 618년에는 7년 전에 빼앗긴 가잠성을 되찾기 위해 북한산주의 군주인 변품(邊品)을 보내 이를 탈환하였다. 그러나 전 가잠선 현령 찬덕의 아들 해론(奚論)이 싸우다 죽었다. 623년에는 백제가 늑노현(勒弩縣)을 습격해 왔다. 624년 10월에 백제가 다시 쳐들어와 속함성(速含城), 기잠성(歧暫城), 혈책성(穴柵城)이 함락 당하고, 급찬 눌최(訥催)가 전사하였다. 626년 8월에는 백제군이 주재성(主在城)을 공격하였고, 성주 동소(東所)가 전사하였다. 이후 왕은 고허성(高墟城)을 쌓았다. 627년 7월에는 백제의 사걸(沙乞)이 쳐들어와 두 성을 함락 시키고 백성 300여 명을 잡아갔다. 628년 2월에는 가잠성을 포위 공격하는 백제군을 물리쳤다.

### 가야
신라는 건국 후부터 가야와는 경쟁 관계였다. 가야는 건국 후로 낙동강 동쪽으로 진출하려 했고 신라 초기부터 진한의 여러 나라를 공격해 영토를 넓히고 있었다. 그러므로 어쩔 수 없이 낙동강 동쪽의 신라와 충돌 할 수 밖에 없었다. 그러나 가야는 당시 일본, 중국, 마한, 낙랑, 동예와의 중계 무역을 통해 전성기를 맞은 상태였고, 당시 가야는 매우 질 좋은 철을 수출하고 있었기 때문에 무기와 갑옷면에서도 신라보다 월등했다. 거기다 가야는 일본과 군사적 동맹을 맺고 있었기 때문에 신라는 양각에 잡혀 두드려 맞는 상황이였고, 4세기에는 강대국으로 떠오른 백제와도 일본과 함께 3국 동맹을 맺고 있었기 때문에 신라는 동, 서, 남의 세 방향에서 몰매를 맞게 되지만 400년, 광개토대왕이 가야, 왜, 백제 연합군의 공격을 받고 있던 신라를 구원하기 위해 원정대를 파견하고 가야는 고구려군에 의해 당시 가야연맹의 맹주국이었던 금관가야의 수도인 김해가 괴멸했고, 그 후로 신라와 함께 고구려의 종속국이 되고 신라와의 관계는 거의 철천지 원수가 되지만, 이후 나제동맹 때문에 가야는 신라를 공격하면 백제, 왜와의 동맹이 깨져 자칫하면 가야연맹이 전멸할 수도 있는 상황에 놓였다. 그 후로 점점 강해지는 신라에게 서서히 병합되어 가고 532년 금관가야의 구형왕이 신라에 항복하고, 562년 사다함의 공으로 대가야를 복속하여 가야를 완전히 멸망시킨다.

### 발해
당과 교역을 하면서도 항상 견제를 하던 발해는 812년 당의 요구에 따라 신라가 발해원정에 참여하자 신라를 적대시하는 반면 신라에 반감을 가지고 있던 일본과 동맹을 추구했다. 그러나 후에 신라와는 평화로운 관계가 지속되고 신라와 발해는 당나라 빈공과에서 합격자 수 또는 최상위 합격자를 두고 경쟁하는 라이벌 관계가 되고 서로 당나라에게 인정받으려고 경쟁했다. 그 후에는 발해가 신라 북쪽을 공격하고 신라는 300리의 장성을 방어라인으로 발해의 남진을 막아냈다. 후에는 발해와 신라가 각각 전성기를 맞이해 국경선에서 활발히 무역이 이루어지고 따라서 정세는 신라와 당, 발해와 일본의 이분구도를 이루게 되었다.

### 일본

#### 왜구의 침입 (~4세기)
신라는 건국 초부터 왜의 침범에 시달린 것이 역력하다. 이들은 가야 또는 백제 등 다른 나라 출신으로서 대부분이 대마도 규슈 북부 또는 가야국에 근거를 두었던 것으로 추정된다. 왜는 이미 기원전 50년부터 신라를 침범했다. 서기 14년(남해차차웅 11년)에 왜인이 병선 백여 척을 보내 신라의 바닷가의 민가를 노략질 하였으므로, 신라는 6부의 날랜 군사를 출동 시켜 그들을 막았다. 232년(조분이사금 3년) 음력 4월에는 왜가 신라의 수도 금성을 포위하니, 조분 이사금이 친정하여 왜적을 격퇴하고 1천여 명을 죽이거나 사로잡았다. 233년(조분이사금 4년) 음력 5월 왜가 다시 신라의 동쪽을 노략하니 음력 7월에 이찬 석우로가 사도(沙道)에서 왜인과 싸우는데, 화공으로 왜인들의 배를 불태우고 적병을 수장시켰다. 253년(첨해 이사금 7년)에 왜국 사신 갈나고(葛那古)가 신라에 왔다. 사신과 이야기를 나누던 석우로는 갈나고를 희롱하며, "조만간 너희 왕을 소금 노예로 삼겠다"고 하였다. 이에 왜왕이 노하여 신라를 공격하였다. 이에 우로는 "지금 일은 내가 말을 잘못한 탓이다."라며 왜군을 찾아갔다. 우로가 왜인들에게 당시 일이 농담이었다고 해명하였으나, 왜인들은 우로를 붙잡아 불에 태워 죽였다. 이후 미추 이사금 때, 왜국이 신라에 사신을 파견했다. 석우로의 아내가 미추 이사금에게 청하여 스스로 사신을 대접하였다. 사신이 술에 취하자 그녀는 사신을 불에 태워 죽여 석우로의 원한을 갚았다. 이에 왜인들이 금성을 공격했으나 이기지 못하고 돌아갔다.
내물 마립간 때(356년 ~ 402년)에는 해안가로 왜구의 침입을 많이 당하였다. 364년 음력 4월 왜가 크게 군사를 일으켜 쳐 왔는데, 토함산 아래에 허수아비 수천 기를 세워 마주하게 하였다. 왜병은 수가 많은 것을 믿고 달려들다가 신라 복병에 걸려 크게 패했다. 393년 음력 5월 왜인이 크게 쳐와 금성을 포위하고 닷새가 되도록 풀지 않았다. 장병들이 나가 싸우기를 청하는데 이사금이 거부, 적의 식량이 떨어질 때까지 농성하였다. 적이 퇴각하자 2백 기병으로 퇴로를 막고 보병 1천을 내보내 협공하여 크게 이겼다.

#### 대립과 갈등 (7세기)
649년에는 신라에서 김다수(金多遂)가 왜국에 파견되는 등 왜에 대한 외교 공작도 활발해졌다. 645년에 왜에서 나카노오에 황자(훗날 덴지 천황)가 쿠데타를 일으켜 집권하자, 급진 개혁 세력은 당과 그 동맹국 신라를 자국의 중앙 집권화를 위한 개혁 모델로 삼아 다이카 개신이라는 정치 개혁을 추진하면서 신라와 빠른 속도로 가까워졌다. 당시 신라의 실력자였던 김춘추도 직접 왜로 건너가 왜 조정과 교섭하면서, 왜의 귀족들에게 "용모가 아름답고 말이 시원시원하다"는 인상을 심어주기도 했다.(647년) 백제를 없애기 위해서는 백제의 오랜 동맹국이었던 왜를 백제로부터 떼어내는 것이 신라로서는 중요한 문제였다.
하지만 백제와 왜를 갈라 놓으려는 신라의 외교는 결국 실패로 돌아갔는데, 이에 대해서는 대체로 왜의 유수의 호족 소가(蘇我) 일족과 긴밀한 통혼 관계에 있던 나카노오에 황자(中大兄皇子)가 649년부터 왜국의 실권을 잡게 되는 등의 왜의 내부 사정으로 친백제 경향이 친신라 경향보다 훨씬 우세해진 데에 있다는 지적이 있다.
하쿠치 2년(651년)에 신라에서 왜에 파견한 사찬 지만(知萬)이 당의 관복을 입고 있는 것을 보고, 이를 '불쾌하게' 여긴 왜의 좌대신 고세노 도쿠타(巨勢徳陀子)가 왜의 실질적인 실력자였던 나카노오에 황자(中大兄皇子, 후의 덴지 천황)에게 신라 정벌을 진언 했으나 받아 들여지지 않았다.

#### 백강 전투와 왜의 접근 (7세기 후반)
660년에 나·당 연합군의 공격으로 일본의 동맹국인 백제의 수도 사비성이 함락되어 백제는 멸망하였다. 이 와중에 백제의 옛 장수였던 귀실복신·흑치상지 등을 중심으로 백제 부흥 운동이 일어났다. 일본은 신라·당과의 대립을 무릅쓰고 백제 부흥 운동을 지원하였다. 663년, 신라와 당은 수륙 협공으로 백제 부흥 정부의 수도 주류성으로 진격했다. 이때 육지에서는 백제의 기병이 진을 치고 신라군과 맞섰고, 바다에서는 왜에서 온 함선들이 강변의 모래밭에 정박해 있었다. 왜병 선단은 전군을 셋으로 나누어 공격했지만 전술 및 간조의 시간 차로 인해 당군에 비해 수적으로 우세였음에도 불구하고 네 번 모두 대패했다. 백강에 집결해 있던 1천 척의 함선 가운데 4백 척이 불탔으며, 신·구《당서》와 《자치통감》, 그리고 이들 사료를 참조한 《삼국사기》는 이때의 싸움을 두고 "연기와 불꽃은 하늘을 붉게 물들였고, 바닷물마저 핏빛이 되었다"고 당시의 처절했던 전쟁을 묘사하고 있다.(→백강 전투)
전쟁이 끝나고, 일본은 백제의 멸망으로 대거 유입된 난민들을 수용하였다. 또한 당의 침략 위협에 대한 공포로 일본은 오노성(大野城, 665년)과 카네다 성(金田城, 667년)을 축조-여기에 난민들도 참여하였다-하고 방어 전쟁 준비를 하기도 하였다. 이와 같이 왜는 신라나 당과의 대립은 깊어졌다. 그러나 또한 한반도의 새로운 패권 세력인 신라와 친해지지 않으면 신라와 당의 연합이 왜국을 크게 위협할 수도 있다는 판단 아래, 왜는 서둘러 665년부터 신라와의 국교를 정상화하고, 왜의 중신이던 나카토미노 가마타리가 나서서 신라의 문무왕과 함께 신라 조정의 실력자였던 태대각간 김유신에게 선물 공세를 취하는 등, 8세기 초까지 당과는 거의 교류를 하지 않으면서도 신라와의 교류에는 적극적이었다. 이는 훗날, 원효(元曉)나 의상(義湘) 등의 신라 승려들이 나중에 신라 본국보다 일본에서 더 유명해질 수 있는 정치·외교사적 배경이 되었다고 여겨진다.
이후, 나당전쟁으로 인해 신라와 당의 관계는 매우 악화되었고 신라는 당과의 전쟁위험이 존재하는 동안 후방의 위협을 제거할 목적으로 일본과의 관계를 회복하여 720년까지 교류를 증진하며 관계를 돈독히 하였다. 성덕왕 2년(703년) 204명에 달하는 일본국 사신을 받아들일 정도로 성덕왕 초기에는 우호 관계에 있었다. 일본에 대한 삼국사기의 기록은 다소 소략해 일본 쪽 자료를 보충하지 않을 수 없지만, 양쪽 자료를 종합해보면 670년부터 779년까지 한 세기 동안 신라 사신들이 일본에 39차례나 파견됐다. 같은 기간에 일본 사신들은 신라를 25차례 방문했다. 그 기간에 일본이 당나라로 견당사(遣唐使)를 보낸 것은 불과 10차례였다.

#### 외교 갈등의 악화 (8세기 초반)
그러나, 일본은 당의 율령체제를 모방해 국가체제를 정비하고(→701년, 다이호 율령) 천황 중심의 일본식 중화사상에 입각한 대외 이념을 표방하면서 신라를 자신들의 번국(藩國)으로 간주하는 야량자대(夜郞自大)적인 태도를 표출하기 시작했다. 《일본서기》등이 편찬(720년)되면서 소위 진구 황후의 삼한정벌설이 조작된 것도 이즈음이었다.
당시에 상승일로의 국세에 있던 신라로서는 이런 일본의 태도를 용납할 수 없었고 720년 경부터 두 나라의 관계는 악화일로를 치닫기 시작했다.  또한, 일본의 무례한 태도도 도를 넘어 급기야 일본이 사신을 파견해 조공을 강요하다가 추방 당하는 지경에 이르렀다. 신라에서도 사신을 파견했다가 다자이후(太宰府)에서 쫓겨나기도 했다. 7세기 후반에 설치된 다자이후는 신라와 당나라 등 외국 사신들이 입국할 때 외교 절차를 거치던 곳인데, 《속일본기》에는 이곳에 온 신라 사신들을 그냥 돌려보낸 몇 차례의 사건들이 기록되어 있다. 사신을 돌려보낸 이유에 대해 일본은 신라가 믿음이 없고 예의가 없기 때문이라고 했다. 특히 8세기, 신라와 일본 사신의 외교 마찰은 심각했다. 신라로 간 일본 사신들도 오만하고 무례하다는 이유로 왕을 보지 못하고 돌아오기가 수 차례, 서로 쫓아내고 쫓겨나는 외교 분쟁이 끊임없이 불거졌다.
이러한 대립 무드는 성덕왕 후반에 이르러 전쟁으로까지 확대되었다. 《해동제국기(海東諸國記)》에는 성덕왕 19년(720)에 신라가 일본의 서쪽 변방을 쳤다고 기록하고 있다. 21년(722년) 10월에 모화군(毛火郡)에 모벌군성(毛伐郡城)을 쌓아 관문으로 삼고, 일본의 적들의 길을 막았다. 성의 둘레는 6,792보(步) 다섯 자에 동원된 역도(役徒)는 39,262인이었으며, 책임자는 원진(元眞) 각간이 맡았다. 이는 경주의 동남쪽 경계였다. 30년(731년)에는 동쪽 해안으로 쳐들어온 일본의 병선 300척을 격퇴하고, 가을 9월에 백관에게 명하여 적문(的門)에 모여 수레 쇠뇌[車弩] 쏘는 것을 관람하는 등의 군사 훈련을 실시했다.

#### 일본의 신라 정벌 계획 (8세기 중반)
양국 간의 극한의 대립은 신라의 경덕왕대(742년 ~ 765년)이자 일본의 후지와라 나카마로의 집권기에 절정에 달해 있었다. 경덕왕 원년(742년) 10월 일본국 사신이 이르렀으나 받아 들이지 않았고, 753년 8월에도 일본국 사신이 이르렀는데, 오만하고 예의가 없었으므로 왕이 그들을 접견하지 않자 마침내 돌아갔다. 755년 당시에 아시아의 초강대국이었던 당나라에 안사의 난이라는 대규모 내란이 발발했다. 이로 인해 당나라가 외부에 눈을 돌릴 틈이 없게 되자 이틈에 일본은 당나라의 영향력을 배제한 채 신라를 도모할 궁리를 했고 이는 후지와라노 나카마로 본인의 정치적 야심과 맞물려 진행되었다.
이에 당시에 신라 등의 외국과의 외교를 관장하는 관청인 다자이후에서 신라 정벌을 목적으로 태제부조행군식(太宰府造行軍式)이라는 세부적인 계획안을 마련해 이를 실천하기 시작했다. 756년 일본조정은 북 큐슈에 이토 성(怡土城)을 축조했다. 여러 가지 축조 기술을 동원해 견고히 건설된 성은 근방에 주선사(主船司)라는 관청과 용광로와 무기제조공장을 세우는 등 대규모의 병참기지로서 기능했다.
759년에는 3년 후인 762년을 기한으로 호쿠리쿠도 · 산인도 · 산요도 · 난카이도 4도에 할당량을 제시해 500척의 전함을 건조하도록 지시한데 이어 761년에는 미노국(美濃國) · 무사시국(武藏國)에서 20명 씩의 소년을 징발해 신라어 교육에 들어가는 등 준비는 유래가 없을 만큼 대규모적으로 진행되어 갔다.
안사의 난을 정점으로 쇠퇴의 길을 걷고 있던 당나라와 마찬가지로 신라도 중대 후기에 들어서면서 서서히 혼란스러운 정치 · 경제적 상황을 맞이하고 있었으나 일본의 움직임을 파악하고 모벌성(毛伐城)에 노당(弩幢)을 증원하는 등 준비를 갖추었다. 경덕왕 대에는 군을 중앙의 6기정(六畿停)과 지방의 9주정(九州停)으로 재편하는 등 신속한 군대 동원을 위한 군제 개혁도 단행했다.
757년 일본은 신라에 파견되었다가 쫓겨난 경험이 있던 오노 타모리(小野 田守)를 단장으로 처음으로 견발해사를 파견하기 시작해 759년과 760년에 연이어 발해에 사신을 파견했다. 일본이 발해와 적극적으로 교류한 원인은 신라가 일본과 발해 양국을 동시에 상대할 수는 없으리라는 계산이 있었기 때문이며 전쟁시엔 발해의 협공과 지원을 받아내기 위해서였다. 오노 타모리는 귀국길에 발해장군 양승경(楊承慶)이 인솔하는 발해 사절단을 같이 데려왔고 일본 측은 양승경에게 파격적인 대우를 해주면서 발해의 참전을 촉구했다. 그 후에도 신라 침공 일정이 짜여져 있던 762년, 고구려 왕실의 후손인 고마노 오야마(高麗大山)를 단장으로 견발해사를 파견했지만 발해는 견발해사에 대한 답례사신에 의례적으로 파견되던 무관을 대신해 문관인 왕신복(王新福)을 파견하는 것으로 일본의 신라 침공 계획에 사실상 거절 의사를 표시했다. 당시 발해는 신라와 우호 관계를 맺고 교류를 시작하고 있었기에 굳이 일본과 손잡고 신라를 공격할 이유가 없었기 때문이다. 결국 일본은 나카마로의 몰락 등으로 신라 침략 계획을 접을 수밖에 없었고 신라 정토 계획도 역사의 뒷편으로 사라졌다.

#### 무역의 지속
한편, 무역에 있어서는 신라와 왜가 긴밀하게 통교하였다. 통일 신라와 일본의 무역은 일본의 사절단을 통한 공무역과 상인들에 의한 사무역이 이루어졌는데, 사절단의 공무역은 대당무역에 비해 빈번하지 않았다. 사절단 일행은 최대 수백 명에 이르렀는데, 그들 중에는 다수의 상인도 포함되어 이들에 의한 사무역이 주로 이루어졌다. 공무역은 주로 사절단이 건너 와서 예물을 바치면 후대해서 보내는 것이 원칙이었지만, 사절단이 무례한 행위를 할 경우 접견을 거부하고 돌려 보내기도 하였다. 그런데 재밌는 사실은 신라 사절단으로 사기를 치고 물건을 파는 상인들이 있었는데 김태렴이라는 진골 상인은 신라 왕자로 위장하고 일본에 가서 향료, 책, 비단, 자기, 상아, 산호 등의 물건을 팔고 막대한 이익을 챙겼다.  쇼소인에 남아 있는 보물을 통해, 신라와 나라 시대의 일본이 활발히 교류하였음을 알 수 있다. 여기에 보관된 보물 중에는 신라의 공방에서 만든 생활용품 · 공예품· 문방사구 등이 있다. 구체적인 물품의 종류는 〈매신라물해〉(買新羅物解)라는 문서에 보이고 있는데, 이 문서는 일본에 들어 온 신라 물건을 사기 위해 일본의 관인·귀족들이 물품의 종류와 가격을 적어 관청에 올린 문서이다. 여기에 나타난 물건의 종류를 보면 각종 금속공예·기물·모직가죽제품·불교관계의 물건·약물·향료·염료 등 다양하다.

#### 신라와 당(對) 발해와 일본의 대립 (9세기)
신라와 당나라가 서로 대립하면서 양국은 각각 일본을 자기 세력으로 끌어들이려고 일본에 국교를 요청하였으며, 일본은 견당사(遣唐使)와 견신라사(遣新羅使)를 파견하였다. 사절과 유학생이 많았던 것은 당나라보다 가깝고 항해에 안전한 신라 쪽이었다.  799년 일본은 신라사(新羅使)의 파견을 중단하였다.
《삼국사기》에 의하면, 803년 7월에 일본과 교빙하여 우호를 맺고 다음 해 5월에 일본이 황금 300냥을 진상 했으며, 882년 4월에도 일본 국왕이 사신을 보내 황금 300냥과 명주 10개를 헌상했다 하였다고 전한다. 신라와 일본의 관계가 9세기 이후 정상화되었다는 주장도 있으나, 이것은 아전인수라는 주장도 있다.
당과 교역을 하면서도 항상 견제를 하던 발해는 812년 당의 요구에 따라 신라가 발해 원정에 참여하자 신라를 적대시하는 반면 신라에 반감을 가지고 있던 일본과 동맹을 추구했다. 따라서 정세는 신라와 당, 발해와 일본의 이분 구도를 이루게 되었다. 일본은 836년 견신라사 파견을 중단하고 838년에는 견당사 파견을 중단하여 발해와의 관계만을 유지했다.

### 중국

#### 진(秦)
381년, 위두(衞頭)를 중국의 진(351년~394년)에 보내 토산물을 바쳤다. 진의 황제 부견(재위 357년~ 385년)이 묻기를 "해동의 사정을 말하매 언어가 예전과 다르니 어찌 된 일인가?" 하는데 위두가 답하기를 "이는 중국과 동일한 현상이라, 시대가 바뀌며 말과 이름이 변하니 오늘의 말이 어찌 옛날과 같겠는가?" 하였다.

#### 북제(北齊)
564년, 북제(北齊)에 사신을 보내 조공하였다.  565년, 북제의 무성황제(武成皇帝)가 조서(詔書)를 내려, 진흥왕을 사지절(使持節) 동이교위(東夷校尉) 낙랑군공(樂浪郡公) 신라왕(新羅王)으로 삼았다.   572년,  북제(北齊)에 사신을 보내 조공하였다.

#### 진(陳)
진(陳)나라에서 사신 유사(劉思)와 승려 명관(明觀)을 보내 예방하고, 불교 경론(經論) 1천 7백여 권을 보내주었다. 566년, 567년, 568년, 570년, 571년, 578년에 신라는 진나라에 사신을 보내 토산물을 바쳤다.
585년 7월에는 지명(智明)이 불법을 배우러 남조의 진나라(陳)로 갔다가 602년에 사신단과 함께 귀국하였다. 589년 3월에는 원광(圓光)이 불법(佛法)을 배우러 진나라에 들어갔다가 지명과 마찬가지로 사신단과 함께 600년에 귀국하였다.

#### 수(隋)
중국 대륙을 통일(589년)한 수나라(隋)가 사신을 보내 왕을 상개부 낙랑군공 신라왕(上開府樂浪郡公新羅王)으로 삼았다(594년). 이후 왕은 596년, 602년, 604년, 611년 4차례에 걸쳐 수나라에 토산품을 진상하였다. 특히 611년에는 수나라에 병력을 요청하였는데, 실제로 수 양제는 고구려에 대군을 파견하였다. 이후 613년 7월, 수 양제가 사신 왕세의(王世儀)를 보냈다. 원광 등이 사신 일행을 황룡사에 모셔 법회를 가졌다.
596년 3월에는 승려 담육(曇育)이 불법을 배우러 수나라에 들어갔으며, 같은 때에 왕이 사신을 보내 수나라에 토산품을 바쳤다. 담육은 605년 사신단과 함께 귀국하였다. 특히 원광은 귀국 후인 608년 수나라에 구원병을 요청하는 걸사표(乞師表)를 지었다.

#### 당(唐)
수나라에서 당나라로 왕조가 바뀐 이후에도 교류는 계속되었다. 621년 7월, 수나라 대신 중국 대륙을 장악한 당나라에 사신을 보내 물건을 바치자 이에 당 고조(재위 618년 ~ 626년)가 조서와 비단, 예술품으로 답례하였다. 623년 10월에 당나라에 사신을 보내 조공하였다. 624년 3월에는 당 고조가 사신을 보내 진평왕을 주국 낙랑군공 신라왕(柱國樂浪郡公新羅王)에 봉했다. 이후 진평왕은 625년, 626년, 627년(2회), 629년, 631년 총 6회에 걸쳐 당나라에 토산품을 진상하고, 고구려가 침략하지 못하게 도와줄 것을 청원하였다. 실제로 625년 당 고조에게 고구려가 조공길을 막고 있다고 호소하자, 당 고조가 고구려 영류왕에게 일러 양국이 서로 화친하게 되었다.
나당전쟁(670년~ 676년) 직후 당나라의 야욕으로 당과의 관계가 순탄하지 못했지만, 얼마 안 가 통일 신라와 당의 무역은 융성해지게 되었다. 당나라와의 무역은 사절단을 통한 공무역이 중심을 이루고 있었으나, 상인들에 의한 사무역도 공무역 못지않게 번성하였다. 대당무역에는 주로 해로가 이용되었는데, 특히 산둥반도의 등주(登州)에 이르는 해로가 자주 이용되었다. 때문에 등주에는 사절단이 유숙하고 상거래를 행하는 신라관(新羅館)이 설치되어 있었다. 또한, 다수의 신라 상인과 유학생 등이 중국으로 갔는데, 해로의 주요 항구에는 신라방(新羅坊)이라고 부르는 신라인만의 거류지가 생겨 이를 거점으로 한 당나라와의 무역이 활발하게 전개되었다.
당과 교역을 하면서도 항상 견제를 하던 발해는 812년 당의 요구에 따라 신라가 발해 원정에 참여하자 신라를 적대시하는 반면 신라에 반감을 가지고 있던 일본과 동맹을 추구했다. 따라서 정세는 신라와 당, 발해와 일본의 이분 구도를 이루게 되었다.
또한 9세기에 들어오면 중앙 정치 무대로의 진출이 막혀버린 지방 세력은 마침 당나라의 지방 통제력이 약해진 데 힘입어 민간의 사무역이 크게 발달하여 차츰 공무역을 압도하게 되었다. 대표적인 예로 장보고의 무역 활동이 있었다. 청해진을 중심으로 한 장보고의 해상 무역은 황해와 남해 일대를 독점하게 되어 그 영향력이 신라 내부 정치에까지도 미치게 되었다.

### 아랍·인도·동남아시아
신라 말기에는 아랍 상인들까지 신라에 와서 교역을 했던 것으로 보인다. 일본 쇼소인에 전해지고 있는 「매신라물해(買新羅物解)」는 752년 일본 조정이 신라 사신을 따라온 아랍 상인들로부터 매입한 물품을 적은 것인데, 당시 신라는 7척의 배에 700여 명에 달하는 대규모의 사절단을 일본에 파견한 바 있었다. 당시 세계는 대외 무역이 번성했던 시기여서 전 세계인들이 해외로 진출했으며 가장 개방적인 아랍인들이 신라에 온 것은 어찌 보면 당연한 예기다. 이때 아랍인들은 우리나라에 대한 기록을 남겼고 이 시기에 우리나라가 최초로 세계에 지도에 등장하였다. 이때 아랍인들은 신라를 '알실라'라고 불렀다. 아랍인들은 장보고가 해상왕으로 불리던 시절부터 우리나라에 와서 산호, 공작, 에메랄드, 루비, 앵무새, 바다거북의 껍질을 팔고 신라의 사향, 책, 자기, 비단, 알로에, 차, 금과 은 등을 가져갔다. 장보고 상단이 팔던 자기가 이집트까지 수출된 적도 있을 정도이다. 그리고 신라인들은 장보고가 연결시킨 해상 실크로드를 따라 인도와 동남아시아의 참파와 스리위자야, 사일렌드라까지 가서 무역 활동을 한 것으로 보인다. 신라의 토우 중에서 코끼리와 원숭이, 그리고 동남아시아에서만 서식하는 맥의 모양을 한 것도 있으며 신라의 흥덕왕이 규제한 사치품 중에서 동남아시아산 비취새 목도리, 코끼리의 상아, 믈라카 제도의 정향을 비롯한 각종 향료와 염료 등 동남아시아와 인도의 수출품이 적혀 있으며 인도에서 신라를 '구구탁예설라'라고 부른 것, 혜초가 인도를 여행하면서 기록한 왕오천축국전 등을 볼 때 신라인들이 인도나 동남아를 직접 방문하거나 당나라의 신라방을 거점으로 동남아시아, 인도의 상인들과 물건을 거래했을 것으로 보인다.

## 참고 문헌
- 김부식 (1145). 〈권01〉, 〈권02〉, 〈권45 석우로(昔于老) 條〉. 《삼국사기》.

### 주해
1. ↑  개원(開元)은 당 현종의 연호로 개원 10년은 성덕왕 21년(722)이다. 《삼국사기》권8 성덕왕 21년 10월의 기록(築毛伐郡城, 以遮日本賊路)과 일치하므로 효성왕대의 일이 아니라고 보인다. (“한국사데이터베이스 - 삼국유사”. 국사편찬위원회. 譯註 002 당 현종의 연호로 이때는 성덕왕 21년(722)이다. ≪삼국사기≫ 권8 성덕왕 21년 10월의 기록(築毛伐郡城, 以遮日本賊路)과 일치하므로 효성왕대의 일이 아니라고 보인다.)
2. ↑  현재의 산둥성 웨이하이 시와 옌타이 시를 말함.

## 같이 보기
- 신라
- 신라의 군사